# トルクメニスタンの世界遺産
トルクメニスタンの世界遺産（トルクメニスタンのせかいいさん）はユネスコの世界遺産に登録されているトルクメニスタン国内の文化・自然遺産の一覧。Category:トルクメニスタンの世界遺産に索引がある。

## 文化遺産
- 国立歴史文化公園“古代メルフ”（1999年）
- クフナ・ウルゲンチ（2005年）
- ニサのパルティア王国時代の城塞群（2007年）
- シルクロード:ザラフシャン＝カラクム回廊（2023年）

## 自然遺産
- 寒冬のトゥラン砂漠群 - (2023年)

## 複合遺産
なし